# داشتاكار (أرارات)
مدينة داشتاكار (بالأرمينية:Դաշտաքար) (بالإنجليزية: Dashtakar)‏ هي إحدى المدن التابعة لمقاطعة أرارات.في أرمينيا. يقدر عدد سكانها بـ 693 نسمة حسب الإحصاء الذي جرى عام 2011.